# Argençola
Argençola ist eine Gemeinde in der katalanischen Comarca Anoia in der Provinz Barcelona. Sie hat 237 Einwohner (Stand: 2024) und befindet sich im Osten der Comarca an der Grenze zu Segarra und Conca de Barberà auf einer Seehöhe von 768 Metern. Der für die Comarca namengebende Fluss Anoia entspringt im Gemeindegebiet. Eine Gemeindestraße verbindet das Dorf mit der Schnellstraße N-II von Barcelona nach Lleida.

## Ortschaften
Die Gemeinde besteht aus acht Ortschaften (Einwohnerzahlen Stand 2001):
- Carbasi (30), nordöstlich von Argençola auf einer Höhe von 775 m
- Clariana (36), östlich von Argençola, dort sind die Ruinen der Burg Clariana erhalten
- Contrast (18), südöstlich von Argençola
- Els Plans de Ferran (7)
- Porquerisses i Aberells (41), nördlich von Argençola
- Rocamora (8), westlich von Argençola

Der Dòlmen als Plans de Ferran in Argençola ist eine kistenartige Megalithanlage auf einem mit Steinen und Erde angefüllten, natürlichen, nahezu rundem Hügel. 